# Negrași
Negrași is een Roemeense gemeente in het district Argeș.
Negrași telt 2570 inwoners.